# Aidyn Ajymbetow
Aidyn Aqanuly Ajymbetow (kasachisch-kyrillisch Айдын Ақанұлы Айымбетов; * 27. Juli 1972 im Kolchos „Morgenröte des Kommunismus“, Oblast Taldy-Kurgan, Kasachische SSR) ist ein Raumfahrer aus Kasachstan. Er absolvierte im September 2015 einen Aufenthalt auf der ISS.

## Militärische Laufbahn
Ajymbetow schloss 1993 die Pilotenausbildung an der Höheren Militärfliegerschule „Pawel S. Kutachow“ der russischen Luftverteidigungskräfte in Armawir ab. Danach diente er in Lugowaja und Taldyqorghan, Kasachstan, wo er das Kampfflugzeug MiG-27 und den Luftüberlegenheitsjäger Su-27 flog. Am 5. Mai 2016 beförderte Kasachstans Präsident Nursultan Nasarbajew Ajymbetow zum Generalmajor der kasachischen Luftwaffe.

## Tätigkeit als Kosmonaut
Zusammen mit Muchtar Aimachanow wurde der damalige Major der kasachischen Luftwaffe Ajymbetow am 9. November 2002 von der kasachischen Raumfahrtbehörde KazCosmos als Raumfahreranwärter ausgewählt. Seine Ausbildung absolvierte er vom 16. Juni 2003 bis zum 28. Juni 2005 im russischen Juri-Gagarin-Kosmonautentrainingszentrum, am 5. Juli 2005 erhielten beide kasachischen Kosmonauten das Kosmonautendiplom (Nr. 196 und Nr. 197). Ein ursprünglich für 2009 geplanter Raumflug mit kasachischer Beteiligung kam aus finanziellen Gründen nicht zustande, der für Kasachstan vorgesehene Platz ging an den kanadischen Weltraumtouristen Guy Laliberté. Während Aimachanow die russische Staatsbürgerschaft annahm, um im russischen Kosmonautenkorps auf einen Flug hinzuarbeiten, äußerte Ajymbetow, dass er nur unter der kasachischen Flagge in den Weltraum fliegen würde. Ajymbetow wurde Berater von Talghat Mussabajew, dem Vorsitzenden von KazCosmos.
Im Juni 2015 ergab sich kurzfristig doch die Möglichkeit für einen ISS-Flug für Kasachstan, als die britische Sängerin Sarah Brightman ihre bereits bestätigte Teilnahme an einem Raumflug absagte.
Ajymbetow startete am 2. September 2015 zusammen mit dem russischen Kommandanten Sergei Wolkow und dem dänischen ESA-Astronauten Andreas Mogensen im Raumschiff Sojus TMA-18M zur ISS. Die Rückkehr erfolgte am 12. September 2015 zusammen mit Gennadi Padalka und Mogensen mit Sojus TMA-16M.

## Weitere Karriere
Im Januar 2016 wurde Ajymbetow zum Vizepräsidenten des Unternehmens Kasachstan Garisch Sapari ernannt, wo er 2019 zum Stellvertretenden Vorstandsvorsitzenden und 2021 zum Vorstandsvorsitzenden aufstieg.
Im März 2024 wurde Ajymbetow zum Vorstandsvorsitzenden des russisch-kasachischen Joint Ventures Baiterek ernannt. Ziel ist es, die zu Sowjet-Zeiten in Baikonur errichteten Startanlagen der Rakete Zenit-M für die neue Sojus-5 umzubauen.

## Privates
Ajymbetow ist verheiratet und hat zwei Töchter und einen Sohn.